# Армяно-белорусские отношения
Армя́нско-белору́сские отноше́ния — двусторонние дипломатические отношения между Республикой Армения и Республикой Беларусь. Между странами подписано 82 документа (54 соглашения, 20 протоколов, 2 меморандума и 6 иных документов).
В настоящее время, послом Армении в Белоруссии — Размик Мкртичевич Хумарян, а послом Белоруссии в Армении — Александр Владимирович Конюк.
Посольство Белоруссии в Армении располагается по адресу: Котайкский марз, с. Ариндж, ул. М. Баграмяна, д. 9/1; посольство Армении в Белоруссии располагается по адресу: г. Минск, Партизанский р-н, ул. Бумажкова, д. 50.

## Общая характеристика стран
|                                         | Армения               | Белоруссия            |
| --------------------------------------- | --------------------- | --------------------- |
| Площадь (км²)                           | 29 743                | 207 600               |
| Столица                                 | Ереван                | Минск                 |
| Население (чел.)                        | 2 965 000             | 9 349 645             |
| Государственное устройство              | унитарное государство | унитарное государство |
| Объём ВВП по ППС (млрд долл.)           | 39,484                | 189,8                 |
| Численность вооружённых сил (чел.)      | 44 800                | 45 000—45 350         |
| Военный бюджет (млрд долл.)             | 0,621                 | 0,616                 |
| Выплавка стали (млн т/год)              | —                     | 2,2                   |
| Производство электроэнергии (тВт·ч/год) | —                     | 38,7                  |

## История
Дипломатические отношения между странами установлены 11—12 июня 1993 года. В этом же году открылось Посольство Армении в Белоруссии, а в 2001-м — Посольство Белоруссии в Армении.
13 июня 2024 года премьер-министр Армении Никол Пашинян заявил, что ни один посол больше не посетит Беларусь, пока президентом будет Александр Лукашенко. Причиной заявление стала позиция Минска по Карабахскому конфликту.

## Торгово-экономические отношения
В марте 2020 года в Ереване прошло 14-е заседание Межправительственной Белорусско-Армянской комиссии по торгово-экономическому сотрудничеству.
В 2014 году товарооборот между странами составил 40,068 миллионов долларов: белорусский экспорт составил 31,0315 миллионов долларов, а армянский — 9,0365 миллионов. В 2020 году товарооборот между странами составил 82,3 миллионов долларов: белорусский экспорт составил 57,5 миллионов долларов, а армянский — 24,8 миллионов.
Председатель Палаты представителей Национального собрания Республики Беларусь Владимир Павлович Андрейченко заявил, что товарооборот между странами составляет около 50 миллионов долларов, однако отметил, что «эта цифра не соответствует потенциалу белорусско-армянских отношений».
Основными товарами белорусского экспорта в Армению являются молоко, сливки, сливочное масло, сыр, творог, говядина, тракторы, седельные тягачи, машины и устройства для подъёма, перемещения, погрузки или разгрузки, изолированные провода, кабели, лекарственные средства, мебель и её части, детали, а также запасные части, спички, пластмассовые изделия, автомобильные шины, деревянные строительные материалы, трубопроводы, трикотажные изделия, помпы и лифты.
Основными товарами армянского экспорта в Белоруссию являются крепкие спиртные напитки, рыба, медные лом и отходы, полимеры стирола, ферросплавы, предметы гигиены, а также минеральная вода, электротехническое оборудование, трансформаторы и цветы.
В Армении функционирует четыре предприятия с участием белорусского капитала.

## Сотрудничество в области культуры
Ежегодно странами проводится обмен выставками и выступлениями творческих коллективов, Белоруссия и Армения участвуют в международных фестивалях, проходящих на их территории.
16—20 мая 2019 года состоялись Дни культуры Беларуси в Армении.

## Кризис в отношениях
16 мая 2024 года Александр Лукашенко посетил с официальным визитом Азербайджан. После встречи в Баку, он с Ильхамом Алиевым отправился в Нагорный Карабах, из которого к тому времени произошел полный исход его армянского населения. В разговоре с президентом Алиевым, Лукашенко будучи союзником Армении по ОДКБ заявил:
Я еще подумал, вспомнил наш разговор перед войной, перед Вашей освободительной войной, когда мы философски рассуждали за обедом вдвоем. Тогда мы пришли к выводу, что в войне победить можно. Это важно. Очень важно удержать эту победу.
Учитывая, что лидер страны-члена Организации Договора о коллективной безопасности фактически признается в обсуждении предстоящей войны против другого участника ОДКБ (Армении) с ее врагом Азербайджаном, корреспондент
информационного издания NEWS.am обратилась в секретариат ОДКБ с целью выяснить позицию генерального секретаря организации. Ответ ОДКБ сводился к тому, что заявление лидера Беларуси было сделано в рамках двустороннего диалога, и оно не может быть предметом оценки Генерального секретаря ОДКБ. В свою очередь оппозиционный политик, кандидат в президенты на выборах 2020 года, Светлана Тихановская, заявила что белорусский диктатор в очередной раз подрывает позиции Армении, своего формального союзника по ОДКБ, и летит на помощь Азербайджану, добавив что Это иллюстрирует слабость российских «военных союзов» и собственное лицемерие Лукашенко.
В июне 2024 года в руки издания «Politico» попала дюжина писем, дипломатических нот, векселей и экспортных паспортов. Согласно изданию полученные документы показывают то, как Беларусь активно помогала вооруженным силам Азербайджана в период с 2018 по 2022 год, когда напряженность в отношениях с Арменией достигла своего пика. Предоставляемые услуги включали в себя модернизацию старого артиллерийского оборудования и поставку нового; поставку специальной техники для радиоэлектронной борьбы и систем противодействия беспилотным летательным аппарата. В имеющихся документах присутствуют письма Белорусского государственного агентства по экспорту вооружений собственным военно-промышленным предприятиям о заказах на современное артиллерийское оборудование для Азербайджана, а также переписка между двумя государствами о согласовании закупки комплексов «Гроза-С». Как отмечает издании, в Армении эти действия были расценены как предательство со стороны своего союзника.
13 июня 2024 года Никол Пашинян заявил, что не поедет в Беларусь, пока её президентом является Александр Лукашенко, поскольку тот поддержал Азербайджан и участвовал в его подготовке к войне за Нагорный Карабах в 2020 году. Согласно ему не поедет не только он, но и другие официальные представители Армении. Также Пашинян потребовал от президента Беларуси «извинений и объяснений, которые были бы приемлемы для армянского народа». После этого выступления Ереван отозвал своего посла Размика Хумаряна. После этого Минск для консультаций отозвал своего посла из Армении.

## Дипломатические визиты
| Направление  | Дата               | Визитёр                                                                                | Прим. |
| ------------ | ------------------ | -------------------------------------------------------------------------------------- | ----- |
| В Белоруссию | июль 2000 года     | премьер-министр Андраник Наапетович Маргарян                                           | [ 1 ] |
| В Армению    | октябрь 2000 года  | премьер-министр Владимир Васильевич Ермошин                                            | [ 1 ] |
| В Армению    | май 2001 года      | президент Александр Григорьевич Лукашенко                                              | [ 1 ] |
| В Белоруссию | март 2002 года     | президент Роберт Седракович Кочарян                                                    | [ 1 ] |
| В Армению    | октябрь 2003 года  | министр иностранных дел Сергей Николаевич Мартынов                                     | [ 1 ] |
| В Белоруссию | февраль 2004 года  | председатель Национального собрания Артур Ваганович Багдасарян                         | [ 1 ] |
| В Армению    | апрель 2005 года   | председатель Палаты представителей Национального собрания Владимир Николаевич Коноплёв | [ 1 ] |
| В Белоруссию | май 2005 года      | премьер-министр Андраник Наапетович Маргарян                                           | [ 1 ] |
| В Армению    | октябрь 2006 года  | премьер-министр Сергей Сергеевич Сидорский                                             | [ 1 ] |
| В Белоруссию | ноябрь 2008 года   | министр иностранных дел Эдвард Агванович Налбандян                                     | [ 1 ] |
| В Армению    | март 2009 года     | президент Александр Григорьевич Лукашенко                                              | [ 1 ] |
| В Армению    | октябрь 2009 года  | министр иностранных дел Сергей Николаевич Мартынов                                     | [ 1 ] |
| В Белоруссию | май 2011 года      | премьер-министр Тигран Суренович Саркисян                                              | [ 1 ] |
| В Белоруссию | сентябрь 2011 года | министр иностранных дел Эдвард Агванович Налбандян                                     | [ 1 ] |
| В Армению    | май 2013 года      | президент Александр Григорьевич Лукашенко                                              | [ 1 ] |
| В Армению    | сентябрь 2013 года | министр иностранных дел Владимир Владимирович Макей                                    | [ 1 ] |
| В Белоруссию | апрель 2014 года   | министр иностранных дел Эдвард Агванович Налбандян                                     | [ 1 ] |
| В Белоруссию | май 2014 года      | премьер-министр Овик Аргамович Абраамян                                                | [ 1 ] |

## Членство в международных организациях
Белоруссия и Армения совместно состоят во многих международных организациях. Ниже представлена таблица с датами вступления государств в эти организации.
|                                                   | Армения   | Белоруссия |
| ------------------------------------------------- | --------- | ---------- |
| ООН                                               | 1992      | 1945       |
| СНГ                                               | 1991      | 1991       |
| МВФ                                               | 1992      | 1992       |
| МБРР                                              | 1992      | 1992       |
| ОБСЕ                                              | 1992      | 1992       |
| ВТО/СТС                                           | 1992      | 1993       |
| ОДКБ                                              | 1992      | 1993/2002  |
| Партнёрство во имя мира                           | 1994      | 1995       |
| ЕАЭС                                              | 2014/2015 | 2015       |
| МАгАтЭ                                            | 1993      | 1957       |
| Международное бюро выставок                       | —         | 1951       |
| МОТ                                               | —         | 1954       |
| ВОИС                                              | —         | 1967       |
| Энергетическая хартия                             | —         | 1991       |
| ЕБРР                                              | —         | 1992       |
| ИСО                                               | —         | 1993       |
| Всемирная организация по охране здоровья животных | —         | 1994       |
| МПС                                               | —         | 1995       |
| СЕАП                                              | —         | 1997       |
| МОМ                                               | —         | 2005       |